# Hackensack (Minnesota)
Hackensack város az USA Minnesota államában, Cass megyében. Lakosainak száma 294 fő (2020. április 1.).

## Népesség
A település népességének változása:

| 2010 | 313 |
| 2020 | 294 |